# アメリカン・デス・トリップ
『アメリカン・デス・トリップ』（原題：The Cold Six Thousand）は、アメリカの小説家ジェイムズ・エルロイの犯罪小説。『アメリカン・タブロイド』の続編であり、「アンダーワールドUSA三部作」の第2部に当たる。

## 概要
時代設定はケネディ大統領暗殺事件直後からおよそ5年間。元FBI職員でマフィアの弁護士ウォード・リテルはリー・ハーヴェイ・オズワルドの単独犯行説を確実に固めるようエドガー・フーバーの命を受けてダラスにいた。
かつてリテルが逮捕したが、現在は協力関係にあるピート・ボンデュランドは、CIAの対カストロ戦のベテランであり、マフィアのラスベガスでの仕事を請け負っている。
ラスベガス市の警官ウェイン・テッドロー・Jrは6000ドルでダラスの黒人ウェンデル・ダーフィーを殺害するよう依頼された。
1960年代、人種間問題やベトナム戦争などの時代、マフィアやFBIの陰謀が錯綜する中でウェイン、ピート、ウォードの3人はマーティン・ルーサー・キング・ジュニアとロバート・ケネディ暗殺計画へと関わっていく。
本書にはロバート・ケネディ、マーティン・ルーサー・キング・ジュニア、エドガー・フーバー、ハワード・ヒューズ、モー・ダリッツ、カルロス・マルセロ、サント・トラフィカンテ、サム・ジアンカーナ、ジミー・ホッファ、ジャック・ルビー、ソニー・リストン、サル・ミネオ、バイヤード・ラスティンなど、数多くの実在の人物が登場する。